# 行政國
行政國並非專指單一國家或某一種類的國家，而是用以描述一國家政府在行政職能大幅擴張。使得人民逐漸依賴政府，甚至受政府行政部門不當壓迫的現象。
在此情況下，行政部門佔有極重要的地位。雖然立法、司法權尚能發揮其職能，但行政組織與運作變得特別重要，可說是一權獨大。若無法適時用其他權力制衡行政權的權限與裁量的話（如國會調查權、預算審查權）。該國政府與掌控行政權限者（如國家元首或）極有可能轉變成極權政府與獨裁。而走向警察國家壓迫人民一途。

## 名稱來源
「行政國」這個名詞出自一本由美國行政學者德懷特·瓦爾多（Dwight Waldo）所著、1948年出版之著作《行政國：美國行政學的政治理論研究》（The Administrative State: A Study of the Political Theory of American Public Administratlon），而其中被翻譯為「行政國」：原詞彙用意在於強調現代國家行政部門的成長現象，並可做為一門學術研究。
1957年，另一名學者莫斯坦·馬可仕出版了《行政國：科層體制概論》一書，對行政國這個概念也有另外的敍述。

## 行政權力擴張之背景

### 社會與經濟環境之變遷
自工業革命後，產業與經濟活動開始了重大且不可逆的改變：昔日小規模、家庭式的手工業與學徒生產制度被大規模、機械式的工廠集體生產制度所取代。
雇主與受雇者的關係也隨之改變，在大規模的生產制度下，雙方只存在「工作」與「報酬」冷淡雇傭關係，彼此間毫無情感與私誼表現，另外因產業分工與聚集而使現代生產結構由農村轉向都市化，單位人口的增加與進一步聚集，改變了人與人之間的關係：人群之間陌生、疏離感更隨著社會關係改變進一步擴大。人們從鄉下移居到都市，失了根，其中有的人找到新工作、有的失業。他們與無數陌生人互動，並嘗試重新建立關係。
社會的快速變遷導致了勞資雙方貧富差距擴大，人們原有的定位瓦解。而以核心都市進行的大眾傳播系統滲透到農村之後，更開始腐蝕農村生活與原有的社會關係，並製造了更多的混亂經驗與社會問題。社會上都市與農村之間、以及勞方與資方之間的對立與貧富差距的現象日益嚴重，甚至發生衝突，並要求政府出面干涉仲裁之：
資本家系望政府能加強權力與職能，對工人組織工會、罷工、怠工的行為加以制止；勞工則要求政府設法保障他們的權益和福利，並制止童工、超時工作的行為。此外產業界大規模的合併所形成的壟斷現象，也威脅到小商人與消費者的利益。工業化與都市化造成的汙染與交通、社會問題，更使得人民進一步要求政府加以防止與管制。政府對此進行的干預與管理，造成了行政權力進一步擴張。

### 立法權的分散無力
立法成員複雜，所代表的利益又十分分歧，再加上立法程序繁複，而議會領袖又不如行政首長對閣員的控制力量來的強大，導致立法權限與效率較為低落。一個法案審理協商曠日費時，最後被置之高閣者屢見不鮮。導致人民與其苦等法案之公布實施並保障權利，不如直接向行政部門請求來的迅速有效。
行政部門其事務之複雜化、專門化，更使得行政部門可用行政命令的權限從事行政立法，以及執行政策時面對法規的行政裁量，亦侵蝕了立法與司法部門的權限。

### 司法權的退卻
基本上可分為下列幾點說明：
- 無法適應快速社會變遷：面對科技高度發展的社會，各種專業問題與案件已大幅超出法官與法律專家所理解之範圍，許多案件不僅件數眾多，又相當棘手。在技術上法律也可能有許多無法規避預防的困難，使得人民面對法院信心開始產生懷疑。另外法律也多因時效性而無法因應新式犯罪型式與手法，而產生許多漏洞。

- 司法程序的僵化複雜：法院審判與上訴曠費時日，使人民視訴訟為畏途，非不得以不上法院纏訟數月。相對的行政程序上的救濟途徑反而較為便捷。

- 司法主要以保障私人權益為目的，然行政卻以增進公共利益為主要訴求：人民支持與依賴行政部門自然遠勝於法院。

## 行政權的擴張層面
由於以下政府功能大多不必以立法執行，可以行政命令為之，進而造成了行政國的現象。
- 現金給付（cash Payments）：如殘障人士、中低收入戶、失業救濟金、農漁損失補償、國民住宅補貼...等，對社會上一些弱勢者進行現金給付，以達成從維持生命到促進經濟活力等眾多的社會經濟目的。

- 基層結構建設與養護（Construction and Maintenance of Infrastructures）：如：機場、港口、高速公路、大眾運輸系統、汙水下水道、廢棄物處理廠、學校...等公共使用或公共受益的有形興建與養護。

- 提供服務（provision of services）：提供專責機構及專業人員為人民作各種特定之服務。如：公立學校教育工作、公立醫療系統、水電、大眾運輸服務、青少年中途之家、電信服務等均屬於此項工具之提供。

- 行為管制（Regulation of Behavior）：指政府對個人或團體行為之應為與不應作為之規範。此類執行工具最易顯現出政府之公權力與強制力，亦為該項執行時之特色。如刑事罪犯起訴逮捕、有害化學使用管制、專門職業標準訂定、土地使用分區與建物管理、廢棄物汙染源管制、勞動安全檢查、金融交易管理、菸酒廣告審查等均屬於該項工具之表現。

- 治理能力（Capacity to Govern）：透過各種手段去維持並強化政府的治理能力，其雖與政府任務達或並無直接關係，但卻是前四者的主要後援必備倏件。例如：稅賦及規費的徵收、公物維護、財務行政、人事管理、政策規劃、政府內部溝通與外部溝通、與外國的官方及實質外交等均屬此項工具之表現。

## 政府超載
然在近年來許多國家卻發現，行政權的擴大，若源自於利益團體或政客在資源分配下短視近利的政策，甚至共犯分贓關係，則會有以下的困境，如老人年金、失業津貼等福利的發放立意雖好，但施行最後卻造成赤字擴大與民意正當性的危險。如以下說明迴圈：
- 每個政黨和利益團體會滿懷自信地堅持自己的目標，然後認為其想法為真正國家施政方針
- 政客為了短期政治利益並接納成為政策
- 政府採取姑息政策
- 國家機構與權限日益膨脹增多
- 國家喪失政策之有效管理能力
- 私部門的財富創造力量被破壞
- 惡性循環

當政黨和政客於競爭時開很短視的社會福利政策，甚至是空頭支票。讓選民期望，把選民胃口養大後，最後負債與赤字丟給下一任政務官或官僚處理。最後會造成國家在功能上（dysfunctional）與民意上的雙重障礙，成為一種超載政府（overloaded government）的狀態。
此種縮減國家功能→民意基礎喪失，然不縮減國家功能→赤字黑洞加深的兩難困境，亦稱為合法性危機（legitimation crisis）。

## 行政權限的縮減與管制
雖然現今世界許多國家行政權限實以擴張到相當大的程度，然為了設法防止其權力遭不當濫用與過度擴張，近年來已有許多修正制衡之方法：

### 議會控制與監督
使行政部門對立法部門（議會）負責，並利用立法、調查、質詢、與限制權力進行制衡。若行政部門有越軌行為時，議會有權加以糾正，並控制監督行政官員施政作為。此外尚有年度預算的審查權、法律草案與修正案的審查、對重大政策（戒嚴、條約締結、大赦、緊急命令等）的議決權，以做為進一步的行政權限緩衝和監督。

### 司法裁量與監督
法院的仲裁也是監督行政的一股力量：若行政者有違法亂紀等情事時，法院可採取懲戒、制裁行動。若行政程序與政策有違法、甚至違反憲法保障權益之嫌，更可以解釋憲法等司法審查權（Judicial Review）進行進一步詮釋與裁量，以免法律與政策遭不當誤用或濫用。
此外，在法院控制的原則下，行政部門可以成為「被控告者」，當人民權益受到行政部門的違法或不當處理時，可向法院提出行政訴訟。並要求國家對其不當行為加以賠償，這些也足以說明行政權力至今已非漫無限制，司法裁量與監督也是相當有效的方法。

### 公民監督與控制
公民可以透過所屬之利益團體來對政府進行監督與控制。如英美行政體系中，若無利益團體介入與協助，政府的業務方案幾乎難以存在──因為利益團體會督促通過特定法律，卻也阻止通過某些法律；英美兩國利益團體不僅數目眾多，力量也十分龐大。使得政務官在面對選票與政見時無法專橫跋扈，無視民意。
此外，有些國家的公民還可透過公民權限的創制與複決權，利用公民投票方式，對特定行政政策與法案進行創制與複決。使得人民增加對政府的影響力。

### 民營化
為了防止行政權不當擴張，以及公營事業效率之低落，將若干行政業務開放民營已是1980年代「新公共管理」思潮下的新產物。除了將官股與營運權釋出至民間外，尚可將特定業務以契約外包（Contract out）、特許（Franchise）、補助（Grant）、與抵用卷（Voucher）等方式交由民間與非營利組織（NPO）承辦。除了可大幅降低政府負擔外，也使得行政權限進一步縮減。

## 另見
- 行政主導
- 政府成長理論
- 行政權力